# Chrysis indigotea
Chrysis indigotea  (лат.) — вид ос-блестянок рода Chrysis из подсемейства Chrysidinae.

## Распространение
Западная Палеарктика. Европа, Северная Африка и Малая Азия.

## Описание
Клептопаразиты ос: Gymnomerus laevipes (Vespidae) и Ectemnius rubicola (Crabronidae). Период лёта: июнь — август.
Посещают цветы Apiaceae. В Европе обычно встречаются на освещённой солнцем мёртвой древесине в следующих биотопах: окраины лесов, пустыри, сады.
Длина — 6—9 мм. Отличаются одноцветным синевато-фиолетовым телом (сходны с Chrysis iris).
Ярко-окрашенные металлически блестящие осы. Тело узкое, вытянутое.